# Цегляний архітектурний стиль Рівного
Цегляний архітектурний стиль вперше прийшов до Рівного наприкінці XIX — на початку XX століть. Головні його риси — це відмова від облицьовки фасадів будівель штукатуркою та загальне використання цегляного декору. Засновником цього стилю вважається нідерландський архітектор Генрік Петрюс Берлаге (1856—1934), який вперше в своїх архітектурних проектах використовував художні можливості цегли і каменю. Цей стиль поширився в Західній Європі, але в подальшому його змінив стиль модерн. З Європи цегляний стиль проник у Російську імперію, де він був використовуваний для будівництва промислових споруд і військових казарм, а з кінця XIX століття — і для житлових будівель. Рівненські історики та краєзнавці розуміють цінність та унікальність місцевої забудови в цьому стилі і вважають її збереження за важливу. За думкою експертів, найцінніші об'єкти в цьому стилі — це окремі будинки по вулиці 16 Липня, військове містечко, окремі одноповерхові будинки по вулиці Дубенській, і загалом, ті, що розташовані в районі пивзаводу. Деякі з них досі добре збереглися. Цінним зразком є колишня будівля електростанції Любомирських на вулиці Замковій, яка на жаль, зараз закрита новими додатками. Втратою є будинок музучилища, будинок біля «пили» на вулиці Чорновола, і будинок біля магазину «Мірад» на вулиці Дубенській. Загалом залишилися лише окремі жалюгідні залишки. Цегляний стиль, також відомий як раціоналізм, розповсюдився в Російській імперії починаючи з 1880-х років. Він відображав потребу у швидкій, дешевій та відносно естетичній забудові. Складність фасадів, прикрашених лицювальною цеглою, компенсувалася відсутністю необхідності частого ремонту (штукатурення, відбілювання, фарбування). З часом цей стиль став характерним для забудови в сільських районах Російської імперії, включаючи міста Волинської губернії. Він став основним стилем для будівництва споруд для військових гарнізонів і полкових церков, що будувалися за типовими, але дуже майстерними архітектурними проектами.
Багато будинків у цьому стилі можна знайти в колишньому передмісті Воля (тепер район пивзаводу), на вулицях Дубенській і Дорошенка, а також в районі центрального ринку. Окремі будинки в цьому стилі можна побачити навіть у центрі міста, особливо на вулиці 16 Липня. Багато з цих будинків зараз знаходяться у поганому стані і потребують реставрації, але вони є важливою частиною старовинного Рівного.
Багато з цих будинків мають більше ста років і є важливими історичними свідченнями. Одним із цікавих прикладів є будинок № 31, побудований у 1895 році, на якому є пам'ятна табличка, що говорить про те, що це був будинок родини Мусманів, а їхній онук Амос Оз став відомим ізраїльським письменником. У часи царської Росії та потім польського владарювання цегляна архітектура простягалася вздовж сучасної вулиці Соборної від Свято-Воскресенського собору до ринку. На жаль, багато таких будівель зазнали зруйнування під час війни, в післявоєнні роки та під час останньої реконструкції вулиці Соборної.
Однією з особливостей будівель, споруджених на початку XX століття в цегляному стилі, є те, що вони часто мали неправильну форму через потребу вписатися у вже наявну забудову вулиці. Тому вони часто стояли «стіна до стіни». У фотографіях післявоєнного Рівного та в старих кварталах сучасного міста можна побачити такі будівлі з непроникними стінами, до яких колись було призведено інші будинки.
Будинки в цегляному стилі переважно були малоповерховими, оскільки в Рівному перед Другою Річчю Посполитою заборонено було висоту будівель понад два поверхи. Винятком були будівлі військового містечка. Рівненське військове містечко, в основному, зберегло свій первісний вигляд у цегляному стилі до наших днів. Будинки цього стилю зазвичай мали кілька входів, причому головний завжди був спрямований на центральну вулицю. На перших поверхах розташовувалися магазини, майстерні, перукарні, аптеки тощо, а на верхніх поверхах розміщалися власники або здача кімнат в оренду. Фасад кожного будинку був унікальним, і майстри цегляного декору створювали такі мистецькі візерунки, що досі залишають враження. Серед будівель в цьому стилі було багато промислових об'єктів, таких як вокзал і залізничні склади, а також млини. До найцікавіших споруд, які збереглися до наших днів, варто віднести корпуси пивзаводу «Бергшлосс», що були щедро прикрашені цегляним декором.
Ще однією особливістю будинків у цьому стилі є використання металевих елементів, таких як металеві бляшані дахи над входами, ковані перила балконів та балкони. З цегляним орнаментом вони виглядають надзвичайно гармонійно та вражають своєю красою й донині. На жаль, багато будинків в цьому стилі в Рівному не визнані пам'ятками місцевої архітектури, за винятком декількох. Тому їхні власники часто не надто пильнують за збереженням їх оригінального вигляду. Однак є приклади, які варто слідувати, такі як реставрація корпусів пивзаводу, під час якої було максимально збережено цегляний декор. На вулиці 16 Липня досі можна знайти будинки із збереженим цегляним декором.